# Angelina Ferriz Aguilar
Angelina Ferriz Aguilar (Ademús, 1919 - Mislata, 1999) va ser una obrera, llibertària, sindicalista i anarquista valenciana.

## Biografia
Angelina Ferriz va néixer a Ademús el 1919, filla d'un miner del sofre. Pertanyia a una família molt humil. Sent encara una nena es va traslladar amb els seus pares i germans a viure a la població de Mislata a València No va assistir a l'escola, ja que com era la major de quatre germans es va dedicar a la cura dels petits. Als onze anys va començar a treballar en una fàbrica, on el 1933 va iniciar l'amistat amb una companya de treball. Van ser els germans de la seva companya, que pertanyien als Racionalistes de Mislata, a les Joventuts Llibertàries i a la CNT, qui la van introduir en les idees i en els ambients anarquistes. Poc temps després Angelina es va afiliar al Sindicat d'Arts Gràfiques de València i va ser delegada per les seves companyes de fàbrica. El seu interès per la cultura la va dur a ingressar en les Joventuts Llibertàries.
Durant la guerra, Angelina es reunia en els locals de les Joventuts, on realitzaven murals, pintaven o escrivien tractant que les seves produccions fossin publicades en la Soli o en algun altre periòdic anarquista. Allí tenien una biblioteca on es va introduir en la lectura d'autors com Vargas Vila, Nietztsche i Proudhon. També realitzaven activitats de tipus musical, com rondalles, o programaven conferències i obres teatrals. Angelina va ser així mateix membre de Dones Lliures, però la seva principal dedicació va centrar-la en les Joventuts Llibertàries.
Amb el final de la Guerra Civil el seu pare va ser detingut i empresonat durant quatre anys en la presó del Puig i en sant Miquel dels Reis a València. Angelina va ser també detinguda i empresonada durant un any en la presó Convent de Santa Clara de la ciutat de València. Quan va sortir de presó va començar a treballar a la localitat de Manises en una fàbrica de rajoles. Va deixar el seu treball després de contreure matrimoni en l'any 1945.
Poc després el seu marit es va traslladar a Madrid com a membre de la CNT en la clandestinitat i ella es va quedar a València a casa dels seus pares, des d'on es va traslladar posteriorment amb el seu marit a Madrid, per col·laborar des de la clandestinitat amb el moviment anarquista. Posteriorment van tornar a València i Angelina va començar de nou a treballar, mentre va seguir implicada en la defensa de la justícia social i dels seus ideals llibertaris.